# رالف بلين
رالف بلين (بالإنجليزية: Ralph Blane)‏ هو كاتب أغاني وملحن وشاعر أمريكي، ولد في 26 يوليو 1914 في بروكن أرو في الولايات المتحدة، وتوفي بنفس المكان في 13 نوفمبر 1995.

## وصلات خارجية
- رالف بلين على موقع IMDb (الإنجليزية)
- رالف بلين على موقع ميوزك برينز (الإنجليزية)
- رالف بلين على موقع قاعدة بيانات برودواي على الإنترنت (الإنجليزية)
- رالف بلين على موقع أول ميوزيك (الإنجليزية)
- رالف بلين على موقع ديسكوغز (الإنجليزية)
- رالف بلين على موقع قاعدة بيانات الفيلم (الإنجليزية)